# Pelecotheca paulensis
Pelecotheca paulensis là một loài ruồi trong họ Tachinidae.